# Prešov-Tunnel
Der Prešov-Tunnel (slowakisch Tunel Prešov) ist ein 2244 m langer zweiröhriger Autobahntunnel in der Ostslowakei bei der drittgrößten slowakischen Stadt Prešov, auf der Autobahn D1, Bauabschnitt Prešov-západ–Prešov-juh. Er befindet sich südwestlich der Stadt Prešov und bildet das Herzstück der sogenannten Westortsumgehung, die den Transitverkehr von Žilina und Bratislava Richtung Košice und Ukraine trägt.

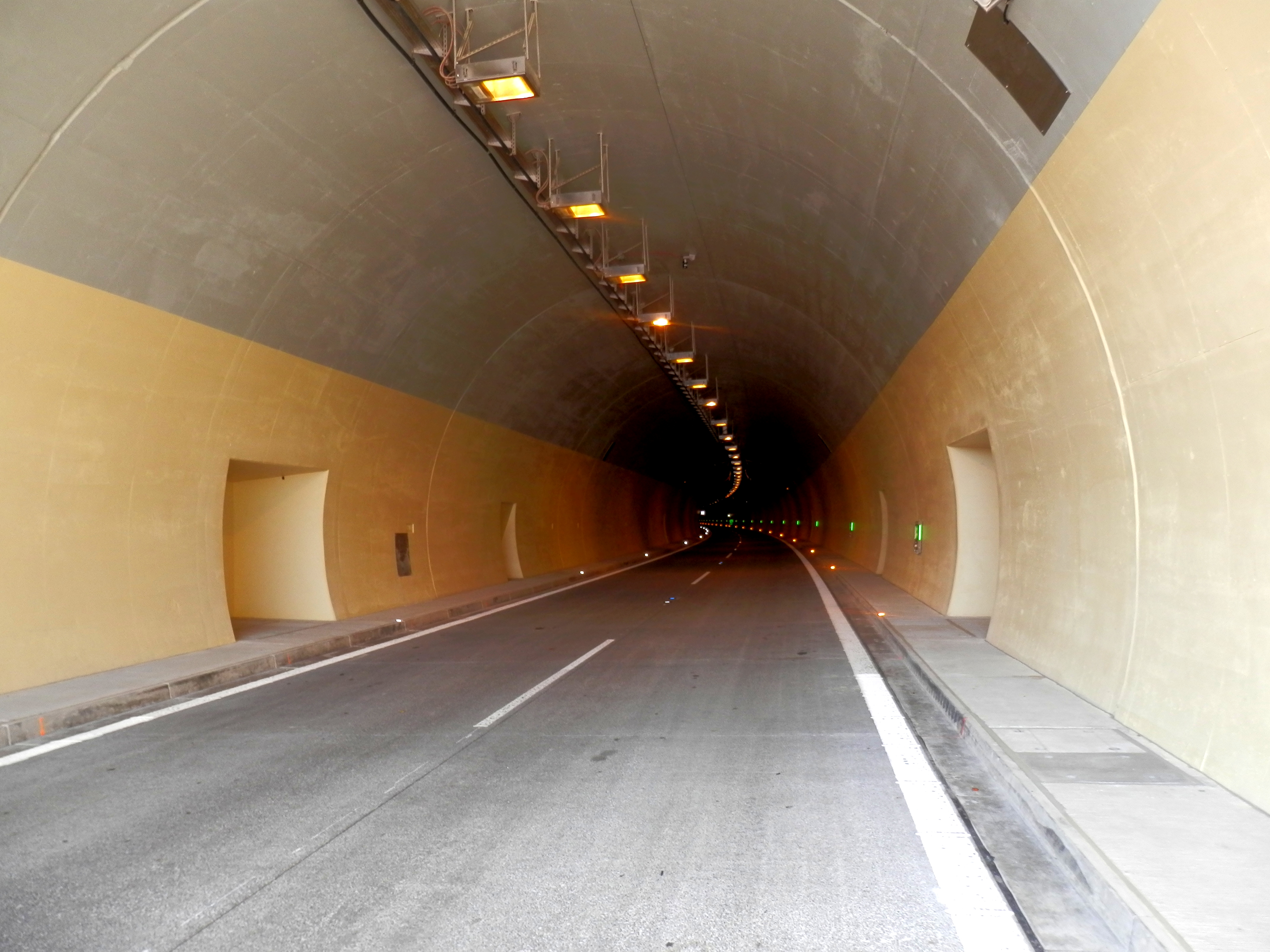
Im Inneren des Tunnels

Offizieller Baubeginn war im Juni 2017, die eigentlichen Tunnelarbeiten begannen am 31. Juli 2018 und es wurde die Neue Österreichische Tunnelbaumethode (NÖT) verwendet. Vom Anfang an wurden zwei Röhren gebaut mit einer Fahrbahnbreite von je 7,5 m und acht Querverbindungen. Der feierliche Durchschlag der ersten Röhre fand unter Anwesenheit des Verkehrsministers Árpád Érsek am 13. Juni 2019 statt.
Der Tunnel wurde zusammen mit dem Rest des Bauabschnitts am 28. Oktober 2021 nach einer Eröffnungsfeier dem Verkehr freigegeben.